# Joseph von Hefner

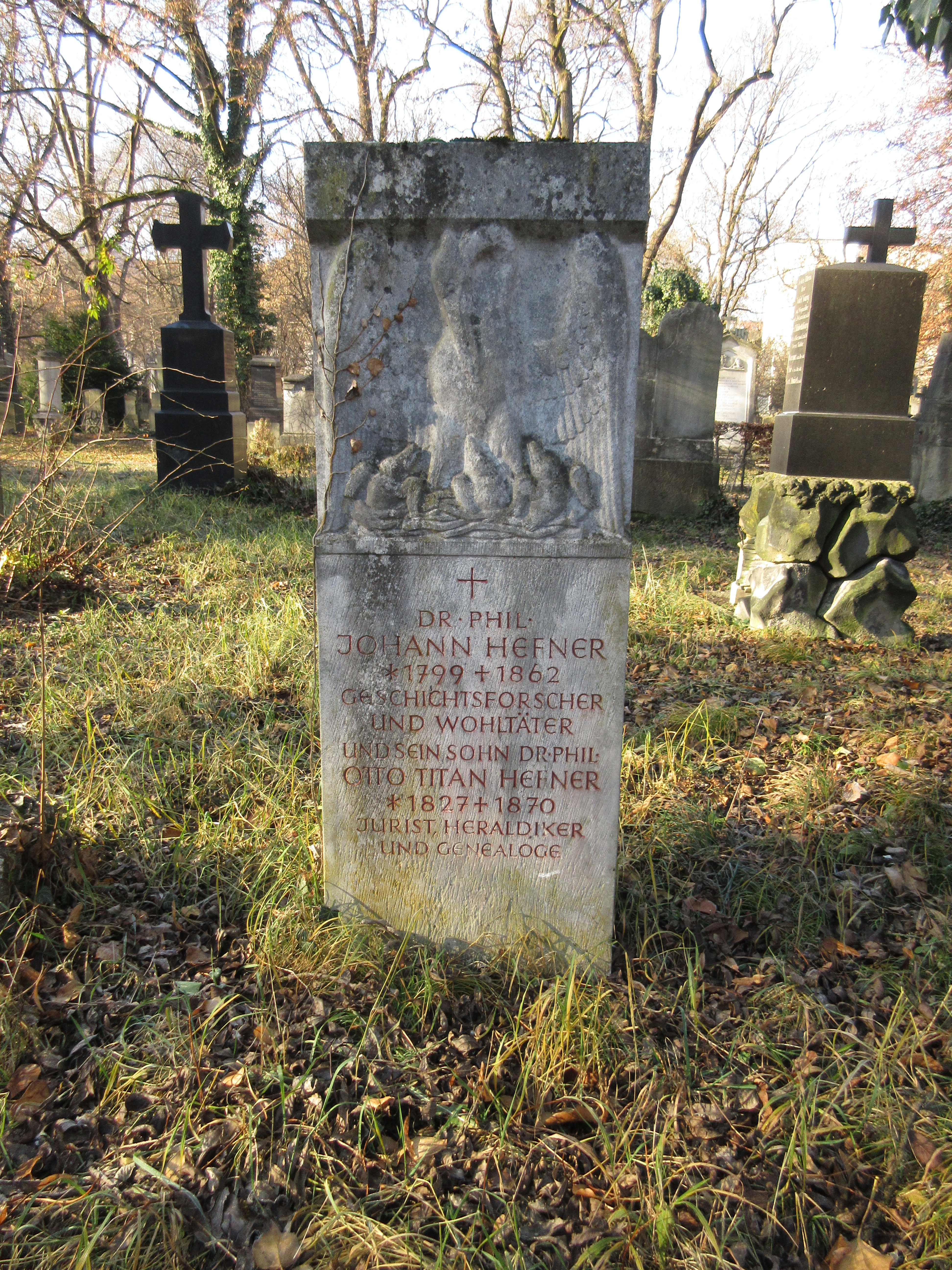
Grab von Joseph von Hefner auf dem Alten Südfriedhof in München

Joseph Johann Willibald von Hefner (* 5. Februar 1799 in Augsburg; † 16. September 1862 in München) war ein deutscher Historiker. Hefner war ab 1840 Gymnasialprofessor am Wilhelmsgymnasium in München und seit 1844 Mitglied der Bayerischen Akademie der Wissenschaften.

## Leben

### Familie
Die Familie Hefner kam ursprünglich aus Franken, wo Angehörige des Geschlechts 1583 vom Hofpfalzgrafen einen Wappenbrief erhielten. Später gelangten Zweige in die Oberpfalz sowie nach Augsburg und München. Johann Christian Joseph Hefner (1729–1807), pfälzisch-neuburger Regierungsrat und Pfleger zu Heideck und Hilpoltstein, erhielt am 30. Juni 1787 den kurpfälzischen Adelsstand für sich und seine Nachkommen per Diplom.
Dessen Sohn Georg Joseph von Hefner (1760–1807) wurde Bürgermeister und Steuermeister in Augsburg. Er heiratete Franziska Precht von Hohenwart (1758–1826). Sie waren die Eltern von Joseph.

### Beruflicher Werdegang
Sein Vater verstarb bereits früh und die Mutter erhielt nur eine kleine Pension, doch konnte Hefner mit dem Prechtschen Familienstipendium eine wissenschaftliche Bildung gesichert werden. Er besuchte verschiedene Schulen in Augsburg, Dillingen und Neuburg. Anschließend studierte er bis 1824 Philologie am Lyceum in München unter anderem bei Friedrich Wilhelm von Thiersch. Bereits 1825 erhielt er eine Anstellung als Studienlehrer in München.
Ab 1829 veröffentlichte Hefner die ersten Anthologien und Chrestomathien, die schnell zum Gebrauch an die bayerischen Schulen gelangten und die zum Teil hohe Auflagen erlebten. So unter anderem 1829 Deutsche Anthologie zum Schul- und Privatgerbrauch, 1830 Deutsche Chrestomathie zum Schul- und Privatgerbrauch und 1839 Deutsche Chrestomathie für lateinische und Gewerbeschulen aber auch zusammen mit Paul Lemoine 1833 Übungsstücke zum Übersetzen aus dem Französischen in das Deutsche und aus dem Deutschen ins Französische sowie ab 1830 bis 1849 Elementarbücher zum Übersetzen aus dem Lateinischen. Nach einer ausgedehnten Reise durch die Italienischen Staaten erschienen 1834 sein Werk Herbstreise von München nach Venedig mit Reisebriefen. Als Jugendbücher veröffentlichte er 1836 und 1846 in zwei Bänden Reise in Brasilien von J.B. von Spix und C.F.Ph. von Martius. Johann Baptist von Spix und Carl Friedrich Philipp von Martius waren als bayerische Wissenschaftler Mitglieder der 1817 gestarteten Österreichischen Brasilien-Expedition. Später trennten sich beide von der Expedition und bereisten und erforschten selbstständig Brasilien.
Ende der 1830er Jahre beschäftigte sich Hefner intensiv mit der Geschichte seiner bayerischen Heimat. Zunächst erschien 1838 seine Monografie Tegernsee und seine Umgebung als geschichtlicher Führer. 1838 und 1839 forschte er zur Geschichte der oberbayerischen Klöster und hinterließ Reisenotizen über die Klöster Tegernsee, Weyarn, Wessobrunn, Steingaden und Polling. Zahlreiche Abhandlungen veröffentlichte er in der Zeitschrift Oberbayerisches Archiv, dem Organ des Historischen Vereins von Oberbayern. Der Verein ernannte Hefner 1839 zum Konservator der mittelalterlichen und 1854 zum Konservator der römischen Altertümer seiner Sammlungen.
1840 wurde Hefner Gymnasialprofessor am Münchener Wilhelmsgymnasium. Er stellte sich nun die Aufgabe, die römischen Denkmäler und Inschriften im Königreich Bayern zu katalogisieren und in eine systematische Übersicht zu bringen. Erste Arbeiten dazu erschienen als Beilagen in den Schulprogrammen seines Gymnasiums. Seine Publikationen erreichten in der Folge eine erstaunliche Vollständigkeit, jedoch fand er keinen Verlag der zum Druck eines Gesamtwerkes bereit wäre. So entschloss sich Hefner 1852 zu einer Veröffentlichung im Selbstverlag. Sein Werk Das römische Bayern in seinen Schrift- und Bildmalen, das in der Folge zahlreiche Auflagen erlebte und von ihm mehrmals erweitert wurde, widmete er dem bayerischen König. Zum Dank erhielt er von König Maximilian II. die bayerische Medaille für Kunst und Wissenschaft, auch Friedrich Wilhelm IV. verlieh ihm die preußische Medaille für Kunst und Wissenschaft. König Otto von Griechenland ernannte ihn zum Ritter des Erlöser-Ordens, nachdem ihm Hefner eine Ausgabe zukommen ließ.
Bereits 1844 wurde Hefner zum außerwertigen Mitglied der Bayerischen Akademie der Wissenschaften gewählt. Noch im April gleichen Jahres erhielt Hefner eine Stellung als Assistent am Antiquarium, der Antikensammlung in der Münchner Residenz. Er ordnete die Artefakte und Münzen neu und veröffentlichte einen Katalog der Sammlung. 1853 trat er als Gymnasialprofessor in den Ruhestand. Nach dem Tod von Friedrich Wilhelm von Thiersch 1860, Generalkonservator des Antiquarium, Präsident der Bayerischen Akademie der Wissenschaften und sein ehemaliger Lehrer am Münchener Lyzeum, machte sich Hefner Hoffnungen zu dessen Nachfolger am Antiquarium ernannt zu werden. Jedoch wurde dem Philologen Wilhelm von Christ dieses Amt übertragen. Hefner blieb Assistent erhielt aber 1861 erstmals eine Remuneration von 200 Gulden jährlich für seine Arbeit.
Joseph von Hefner verstarb am 16. September 1862 früh um 5 Uhr in München, im Alter von 63 Jahren, an einer Lungenlähmung. Er wurde auf dem Alten Südfriedhof in München (Gräberfeld 15 / Reihe 7 / Platz 5) bestattet, sein Grab ist erhalten. Ihm zu Ehren wurde 1908 im Münchener Stadtbezirk Obergiesing-Fasangarten eine Straße, die Hefnerstraße, benannt.
Hefner führte zeitlebens ausgedehnte Briefwechsel unter anderem mit Joseph Ernst von Koch-Sternfeld, Johann Kaspar Zeuß, Ignaz von Jaumann, Johann Jakob Bachofen, Karl Alois Fickler, Karl Klunzinger und Constantin von Höfler. Er war Ehrenmitglied in der Maatschappij der Nederlandse Letterkunde, in dem Verein des Carolino-Augusteum, in dem Verein zur Erforschung der Rheinischen Geschichte und Altertümer, in dem Hennebergischen Alterthumsforschenden Verein, in dem Historischen Verein für Steiermark und der Gesellschaft für Studien und Bewahrung historischer Monumente im Großherzogtum Luxemburg sowie korrespondierendes Mitglied der Gesellschaft für pommersche Geschichte, Altertumskunde und Kunst, in dem Vogtländischen Altertumsforschenden Verein zu Hohenleuben, in dem Verein für hessische Geschichte und Landeskunde und dem Instituto di corrispondenza archeologica.

### Ehe und Nachkommen
Joseph von Hefner heiratete am 5. Februar 1826 in München Catharina Straub (* 1801 in Ulm). Seine Frau war Begründerin einer Anstalt für Mädchen. Das Paar hatte acht Kinder, drei Töchter und fünf Söhne, von den aber nur drei Söhne die Eltern überlebten. Lothar von Hefner (* 1849), das jüngste Kind, starb am 23. März 1888 als Journalist in New York City, sein älterer Bruder Ludwig Jakob von Hefner (* 1838) wurde Oberexpeditor der Generaldirektion der bayerischen Verkehrsanstalten.
Der erstgeborene Otto Titan von Hefner (1827–1870) war ein bedeutender Heraldiker und Genealoge, der zahlreiche Werke zur Adels- und Wappengeschichte veröffentlichte. Er war der Begründer des Heraldischen Instituts in München. Aus seiner 1853 geschlossenen Ehe mit Sophie von Ziegler (1829–1899) gingen ein Sohn und vier Töchter hervor.

## Veröffentlichungen (Auswahl)
- Deutsche Anthologie zum Schul- und Privatgerbrauch. München 1829, (Digitalisat.)
- Deutsche Chrestomathie zum Schul- und Privatgerbrauch. München 1830, (Digitalisat.)
- Übungsstücke zum Übersetzen aus dem Französischen in das Deutsche und aus dem Deutschen ins Französische. mit Paul Lemoine, Kempten 1833, (Digitalisat.)
- Herbstreise von München nach Venedig. München 1834, (Digitalisat.)
- Geographie zu C. Julius Caesar's Commentarien de bello civili. München 1836, (Digitalisat.)
- Geographie des transalpinischen Galliens zu C. Julius Caesars Commentarien de bello Gallico. München 1836, (Digitalisat.)
- Reise in Brasilien von J.B. von Spix und C.F.Ph. von Martius. Für die reifere Jugend bearbeitet und mit Worterklärungen versehen. 2 Bände, München 1836 / Augsburg 1846.
- Tegernsee und seine Umgegend. München 1838, (Digitalisat.)
- Deutsche Chrestomathie für lateinische und Gewerbs-Schulen. München 1839, (Digitalisat.)
- Leistungen des Klosters Benediktbeuern für Wissenschaft und Kunst. München 1840, (Digitalisat.)
- Hilfsbuch zu des Cornelius Nepos Leben ausgezeichneter Feldherrn. München 1843, (Digitalisat.)
- Die kleinen inschriftlichen antiken Denkmäler der Königlichen Vereinigten Sammlungen und des königlichen Antiquariums. München 1846, (Digitalisat.)
- Die Burg Tannenberg und ihre Ausgrabungen. mit Johann Wilhelm Wolf, Frankfurt a. M. 1850, (Digitalisat.)
- Das römische Bayern in seinen Schrift- und Bildmalen. München 1852, (Digitalisat. Textband) (Digitalisat. Bildband)
- Die römische Töpferei in Westerndorf. München 1862, (Digitalisat.)